# Ясінь (Польща)
Ясінь (також Ясень, пол. Jasień) — колишнє село, зараз мікрорайон Устрик Долішніх.

## Історія

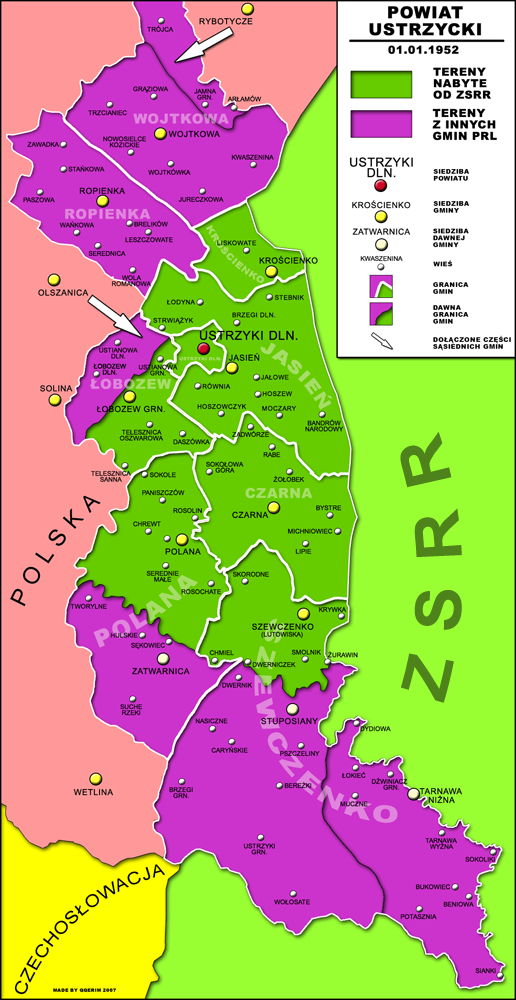
Адміністративна карта новоутвореного Устрицького повіту, січень 1952 року

Село засноване близько II половини XV століття як королівське. За заслуги у Буковинському поході, Ян Ольбрахт віддав його в управління родини Устрицьких. До 1772 р. знаходилося в Перемишльській землі Руського воєводства.
У 1772—1918 рр. село було у складі Австро-Угорської монархії, у провінції Королівство Галичини та Володимирії.
У 1919—1939 рр. — у складі Польщі. Село належало до Ліського повіту Львівського воєводства, у 1934—1939 рр. входило до складу ґміни Устрики-Долішні. 
З 1940 до 1951 року село Ясінь відносилось до Нижньо-Устрицького району Дрогобицької області України (відійшло до Польщі відповідно до договору обміну територіями 1951 року).
В 1952—1954 роках було центром однойменної ґміни.

## Населення
У 1882 році в селі нараховувалося 420 жителів, з них 210 греко-католиків і 110 римо-католиків.
У 1921 році в селі було 102 будинки і 676 мешканців: 385 греко-католиків, 227 римо-католиків, 64 юдеї.
На 01.01.1939 в селі було 900 жителів, з них 480 українців, 340 поляків (переважно робітники рафінерії нафти в Устриках Долішніх) і 80 євреїв.

## Церкви

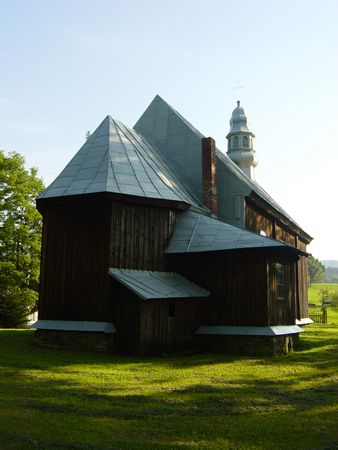
Греко-католицька церква 1882 року, перенесена до Бандрова у 1975 році.

Кам'яний костел збудовано в другій половині XVIII століття. На вівтарі — ікона Матері Божої Бескидської (давньої Рудецької) з І половини XVI століття, яку вважають найціннішою з бескидських ікон. Вона була привезена після Другої світової війни з Рудок біля Львова. Цінним є амвон, виконаний близько 1700 року. Поруч з костелом — кам'яна дзвіниця з трьома дзвонами. Найстаріший з них — з греко-католицької церкви; він оздоблений гербом Устрицьких і датується 1618 роком.
Поруч з костелом колись була дерев'яна церква святого Архангела Михаїла, збудована 1882 року, належала до парафії Устрики Долішні Устрицького деканату Перемишльської єпархії УГКЦ. Після 1951 року її використовували як склад, а в 1975 році перенесли до Бандрова, перелаштувавши на філіальний костел.

## Примусове переселення 1951року
У 1951 році після обміну територіями з села насильно переселено 191 сім'я (801 особа), з них 122 сім'ї до колгоспу імені Молотова (Снігурівський район, Миколаївська область), 23 сім'ї — до сіл Дрогобицької області.